# Topias Palmi
Topias Palmi (Tampere, 26 augustus 1996) is een Fins basketballer.

## Carrière
Palmi speelde in de jeugd van Tampereen Pyrintö en speelde voor hen in de Finse eersteklasse en bij de tweede ploeg Pyrintö Akatemia A in de Finse tweede klasse. Van 2018 tot 2019 speelde hij bij Kataja Basket Club ook in de Finse eerste klasse. In 2019 maakte hij de overstap naar de Italiaanse eersteklasser Guerino Vanoli Basket waar hij twee seizoenen speelde.
Het seizoen 2021/22 startte hij opnieuw in Finland bij Tampereen Pyrintö maar maakte in december 2021 de overstap naar de Belgische eersteklasser Limburg United als vervanger van Tre'Shaun Fletcher en hij won met hen de beker. In 2022 tekende hij een contract bij de Roemeense eersteklasser Universitatea Craiova. In de zomer van 2023 keerde hij terug naar de Finse competitie en tekende bij Kauhajoki Karhu Basket voor een seizoen.
Voor het seizoen 2024/25 keerde hij terug naar Tampereen Pyrintö, hij speelde bij de Finse club tot eind februari 2025. Hij verliet de club voor het Italiaanse Real Sebastiani Rieti.

### Nationale ploeg
Als jeugdinternational maakte Palmi deel uit van het Finse Universiade-team in 2015 in Gwangju en in 2017 in Taipei. Hij nam met de nationale ploeg deel aan het EK basketbal in 2022.

## Erelijst
- Fins landskampioen: 2014
- Fins bekerwinnaar: 2013
- Korisliiga MVP: 2019
- Belgisch bekerwinnaar: 2022